# Petrona Viera
María Selva Petrona Viera Garino (Montevideo, 24 de marzo de 1895 - 4 de octubre de 1960) fue una pintora uruguaya reconocida por su participación en el movimiento planista y por ser una de las primeras mujeres en la escena de las artes plásticas de Uruguay.

## Biografía
Petrona fue hija de Carmen Garino y Feliciano Viera, sufrió a los dos años meningitis que la dejó sorda, aprendió desde pequeña con una maestra especializada a leer los labios y hacerse entender por lenguaje de señas. Sus padres entendieron que la enseñanza era fundamental, por lo que contrataron a una maestra francesa especializada en niños sordos, Madeleine Larnaudie, quien se encargó de educar a la niña para que lograse comunicarse con su entorno.

## Su obra
Atentos a sus intereses artísticos, sus padres le propusieron estudiar dibujo y pintura. Cuando tenía aproximadamente veinte años comenzó a recibir clases privadas de pintura en su casa con el maestro catalán Vicente Puig. Desde 1922 Guillermo Laborde fue su maestro y consejero, cuyas enseñanzas la afiliaron a la corriente planista. En 1926 realizó su primera exposición individual en Galería Maveroff. También fue discípula de Guillermo Rodríguez con quien comenzó a producir grabados, acuarelas y cerámica.
El planismo se puede ver desde dos puntos de vista una de ellos es: un movimiento artístico caracterizado por destruir la tridimensionalidad, recurriendo a imágenes bidimensionales situadas en planos superpuestos o caracterizado por un tratamiento plano de los colores, una paleta luminosa dominada más por matices que por colores primarios, y una perspectiva soslayada, lo que genera que los motivos parecen encontrarse prácticamente en un mismo plano. En el período comprendido entre 1920 y 1930 varios artistas uruguayos como José Cuneo Perinetti, Carmelo de Arzadun y Alfredo De Simone, entre otros, realizaron obras planistas. Los temas de Petrona Viera, sin embargo, son distintos a los típicos de los planistas, ya que prefirió pintar escenas cotidianas por ejemplo: de su casa, de niños jugando y estudiando, de los sirvientes, del trabajo de sus hermanas con el tejido. Con el correr de los años, comenzó a pintar paisajes, en los que los planistas se destacan mucho más. 
En 1923 comenzó a exponer en Montevideo, participando luego en exposiciones colectivas en Buenos Aires, París y también en Chile y Bolivia.

## Homenajes varios
En 2019 se inauguró un mural en su honor, obra de José Gallino, como parte de un corredor artístico en las inmediaciones del Palacio Legislativo.
A instancias de la inspectora de Astronomía de Secundaria, María Acuña, y del Centro de Recursos para Sordos (CERESO), la Unión Astronómica Internacional, a través del comité de nomenclatura de cuerpos menores del sistema solar, anunció que el asteroide (20025) Petronaviera lleva el nombre Petronaviera, en su honor.